# Kilikia

Kilikia (kékkel) elhelyezkedése az i. e. 6. században

Kilikiai Örmény Királyság térképe 1199–1375 között

Kilikia (latinosan Cilicia, hettita nyelven Kizzuwatna és Armatana, akkádul: KÚE, hurri nyelven Hilakku, kelet-örmény nyelven ԿԻԼԻԿԻԱ / Kilikja, nyugat-örmény nyelven ԿԻԼԻԿԻԱ / Giligja) kalózairól hírhedt ókori tartomány volt Kis-Ázsia délkeleti részén.

## Földrajza
Határai voltak északon Lükia és Kappadókia, nyugaton a Torosz-hegység és Pamphülia, keleten Szíria, délen a Keleti-tenger és az Isszoszi-öböl.
Az országot földrajzilag a Kilikiai-alföldre (Kilikia pediasz) és a „zordon Kilikiára” (Kilikia tracheia) osztották. Az előbbi a keleti részt foglalta magában egészen a Lamosz folyóig, a másik a nyugatit. Szíria felé az Amani-szoros vezetett, Kappadókia felé a keleti kapu közvetítette a közlekedést Tarsustól északra. Hegyei számos fokkal nyúlnak a tengerbe. Legfontosabb folyói: Kalikadnosz, Lamosz (ma Lamost), Kidnosz (Karasu), Piramosz (ma Geihun).

## Történelme
A kora ókorban a hettiták, akkádok, majd Nagy Sándor és örökösei, a Szeleukidák fennhatósága alá került.
A szeldzsuk törökök előrenyomulása miatt örmények vándoroltak Kilikába és a keresztes háborúk idején a Bagratida-dinasztia egyik hercege, Rupen alapított itt hercegséget, amely később Kilikiai Örmény Királyság néven vonult be a történelembe. A királyság körülbelül 300 éven keresztül, a 14. század végéig állt fenn, és fontos támogatást nyújtott a keresztes hadaknak. Sokan ezt tekintették Örményországnak, holott csak az egyik, az örmény császártól függő tagkirálysága – tartománya. Noha az Oszmán Birodalom bekebelezte, örökösödés révén elméletileg a Savoya-ház fennhatósága alá került, ami nem szüntette meg függőségét az örmény császártól.[forrás?]

## Lakói
Az országot a görög mitológia szerint Agénór és Télephassza fia, Kiliksz alapította, majd Szarpédón követte, aki talán a trójai háborúban esett el. Ez a mítosz a Nyugat-Anatólia és a görög szárazföld felől érkező telepesekre, majd krétai bevándorlókra utal.
Lakói, a kilíkek, eredetileg szíriai törzsből származtak, de a görög telepesek elől visszavonultak hegyeik közé, ahol mint szabad és semmi által nem korlátozott hegylakók jóformán az egész ókorban függetlenül éltek. Kilikiában laktak a piszidek és izaurok törzsei, akik félelmetes kalózok hírében állottak, és akiket csak Pompeius római hadvezér tudott megtörni. Cilicia Kr. e. 102-től kezdve volt római tartomány, Kr. e. 58-ban pedig Ciprust is hozzácsapták (Cilicia et Cyprus).
Kilikia területén született Khrüszipposz sztoikus filozófus, Arisztotelész mellett az ókor egyik legnagyobb logikusa, „a sztoicizmus második megalapítója” és az őskereszténység kiemelkedő alakja, Pál apostol is.

## Városai
- Korakenion (m. Alaja), a kalózok fő fészke, a pamphüliai határon hatalmas erőddel, amelyben megtörött Nagy Antiokhosz hadereje
- Hamaria, pompás cédrusokkal, amelyek a hajóépítésnél nagyszerűen beváltak
- Szelinusz (ma Selindi)
- Szeleukeia (Salefke)
- Lamosz
- Korükosz (ma: Kurku) virágzó kereskedőváros, amelynek közelében a Tüphón mondájáról ismeretes korükiai barlang volt, azonkívül közelében állítólag a legjobb sáfrány termett
- Szoloi
- Tarszosz (Kazanli)
- Mallosz
- Anazarbosz
- Aleppó
- Adana
- Mopsza-Hesztia